# إسماعيل محمد الوريث
إسماعيل بن محمد بن حسن بن عبد الوهاب الوريث هو شاعر ومذيع يمني. ولد في 1952م في مدينة ذمار. كتب الشعر في سن مبكرة. حصل على ليسانس الآداب في اللغة العربية، وعلى الدبلوم العالي للإعلام في جامعة صنعاء. عمل في وزارة الإدارة الداخلية، وعمل مذيعاً في إذاعة صنعاء، كما عمل مديراً عاماً للثقافة بوزارة الإعلام. كوّن فرقة المسرح الوطني اليمني، وأسس معهد الموسيقى التابع لوزارة الإعلام والثقافة. وهو عضو في اتحاد الأدباء والكتاب اليمنيين وتولى منصب الأمين العام للاتحاد منذ عام 1992م إلى عام 2001م كما مثل الاتحاد اليمني في الاتحاد العام للأدباء والكتاب العرب. كتب المقالات في العديد من الصحف اليمنية والعربية. له إسهامات في كتابة القصيدة الغنائية العاطفية والوطنية.

## أعماله
- ديوان شعر الحضور في أبجدية الدم (1984).
- ليلة باردة (1986).
- مرثاة عدو الشمس (1987)[وصلة مكسورة]
- عذابات يوسف بن محمد (1990).
- رماد العاشق
- بعد رحلة صيد إلى موسى بن نصير (2002).
- مراثي الشهب.
- قوافي الجمر.
- وشاح التحرير.
- قصائد فلسطينية ونثريات واقع الإعلام اليمني 1872-1992 (2002).
- رواد التنوير في مدرسة الحكمة اليمنية (2003).
- شعراء أحبهم.

## وصلات خارجية
- إسماعيل بن محمد بن حسن بن عبد الوهاب بن علي الوريث - موسوعة الأعلام
- وقفة مع مراثي الشهب للشاعر إسماعيل بن محمد الوريث - صحيفة 14 أكتوبر[وصلة مكسورة]